# Черкесы (исторический этноним)
Черкесы – широкий этноним тюркского происхождения, который в России, Турции и Персии раньше, а в случае Турции применяется и сейчас, к народам разных национальностей, проживающим на северо-восточных и восточных берегах Чёрного моря, и на Северном Кавказе.

## Происхождение
Видный советский профессор-кавказовед Наталия Волкова писала:
« Возникновение термина черкес, этническая природа которого увязывается с тюркской средой, было связано с определенными политическими событиями ХІІІ столетия.
.
Согласно заключению Института этнологии и антропологии имени Н. Н. Миклухо-Маклая РАН  уже с XV века этноним «черкес» стал общеупотребительным по отношению к адыгам и их государству - Черкесии.  
Этноним Черкес и топоним Черкесия как обозначения народа и его страны на Северо-Кавказе появляются в армянских, грузинских, арабских, персидских, тюркских и др. исторических источниках с ХШ в., вытеснив предшествующую этнонимическую номенклатуру – керкеты, зихи, джики, кашаги, касы, касоги, джаркасы и др. Этноним Черкес стал общеупотребительным в европейских и русских источниках ХV-ХIХв.в.

В то же время местное население неизменно называло себя адыгэ, хотя значение имели, видимо, локальные наименования, с которыми идентифицировали себя отдельные этнополитические образования - натухай, абадзех, жанэ, кабардэй и др. Тем не менее, несмотря на определенные различия социального, культурного, языкового характера, с историко-этнографической точки зрения, это единый черкесский (адыгский) народ.

## Современное использование
С XX века этот термин в основном сужается только до адыгских народов. Однако в Турции этот термин широко применяется ко всем народам Северного Кавказа